# Машинный перевод на основе примеров
Машинный перевод на основе примеров (англ. Example-based machine translation, EBMT) — это метод машинного перевода, который часто характеризуется использованием двуязычного корпуса с параллельными текстами в качестве основной базы знаний во время выполнения перевода. По сути, это перевод по аналогии, который может рассматриваться как применение метода рассуждений на основе прецедентов к машинному обучению.

## Перевод по аналогии
В основе машинного перевода на примерах лежит идея перевода по аналогии. Применительно к процессу перевода человеком мысль о том, что перевод выполняется по аналогии, является отказом от идеи, что люди переводят предложения, делая глубокий лингвистический анализ. Вместо этого данная мысль основана на убеждении, что люди переводят, сначала разбирая предложения на определённые фразы, затем переводят эти фразы и, наконец, правильно составляют эти фрагменты в одно длинное предложение. Переводы по фразам выполняются по аналогии с предыдущими переводами. Принцип перевода по аналогии кодируется в машинном переводе на основе примеров посредством примеров переводов, которые используются для обучения такой системы.
Другие подходы к машинному переводу, включая статистический машинный перевод, также используют двуязычные корпуса для изучения процесса перевода.

## История
Машинный перевод на основе примеров был впервые предложен Макото Нагао в 1984 году. Нагао указывал на то, что данный вид перевода специально адаптирован для перевода, если это касается двух совершенно разных языков, таких как английский и японский. В этом случае одно предложение может быть переведено на несколько хорошо структурированных предложений на другом языке, поэтому нет смысла делать глубокий лингвистический анализ, характерный для машинного перевода на основе правил.

## Алгоритм работы
В общем, система EBMT состоит из трех компонентов: поиска соответствий, рекомбинации и выравнивания.
- Поиск соответствий: В соответствующем компоненте выполняется поиск множества примеров перевода для определения схожих фрагментов текстов в исходном предложении.
- Рекомбинация: На данном этапе фрагменты текста, извлечённые на этапе соответствий, объединяются для создания целого предложения. Основываясь на структуре хранения примеров (например, деревья, таблицы и т. д.), процесс объединения может потребовать конкретных процедур для объединения текстовых единиц. Например, если примеры хранятся в древовидной структуре, для образования выходных данных следует использовать метод унификации древовидных структур[4].
- Выравнивание: Чтобы полностью соответствовать грамматике целевого языка и уменьшить количество несоответствий в выходных данных, необходимо выполнить некоторую последующую обработку, например, согласование существительных с глаголами[3].

## Пример
Пример двуязычного корпуса
| Английский                     | Японский                             |
| ------------------------------ | ------------------------------------ |
| How much is that red umbrella? | Ano akai kasa wa ikuradesuka.        |
| How much is that small camera? | Ano chiisai kamera wa ikura desu ka. |

Системы машинного перевода на основе примеров состоят из двуязычных параллельных корпусов, содержащих пары предложений, как пример, приведённый в таблице выше. Пары предложений содержат предложения на одном языке с их переводом на другой. В данном примере показан пример минимальной пары, что означает, что предложения различаются лишь одним элементом. Эти предложения упрощают запоминание переводов частей предложения. Например, система машинного перевода на основе примеров запомнит три единицы перевода из приведённого выше примера:
1. How much is that X ? соответствует Ano X waikuradesuka.
2. red umbrella соответствует akai kasa
3. small camera соответствует chiisai kamera

Составление этих единиц может использоваться для создания новых переводов в будущем. Например, если бы нас обучали, используя текст, содержащий предложения:
President Kennedy was shot dead during the parade и The convict escaped on July 15th, мы могли бы перевести предложение The convict was shot dead during the parade, заменив соответствующие части предложений.

## Фразовые глаголы
Машинный перевод на основе примеров лучше всего подходит для таких явлений подъязыка, как фразовые глаголы. Фразовые глаголы имеют весьма контекстно-зависимые значения. Они распространены в английском языке и состоят из глагола, за которым следует наречие и/или предлог, который называется частицей в составе глагола. Фразовые глаголы образуют специализированные контекстно-специфические значения, которые не могут быть извлечены из смысла составляющих. При их пословном переводе с исходного языка на целевой почти всегда возникает неоднозначность .
В качестве примера рассмотрим фразовый глагол «put on» и его значение на хинди—урду. Он может использоваться любым из следующих способов:
- Ram put on the lights. (Switched on) (перевод на хинди—урду: Jalana)
- Ram put on a cap. (Wear) (перевод на хинди—урду: Pahenna)